# Matière première

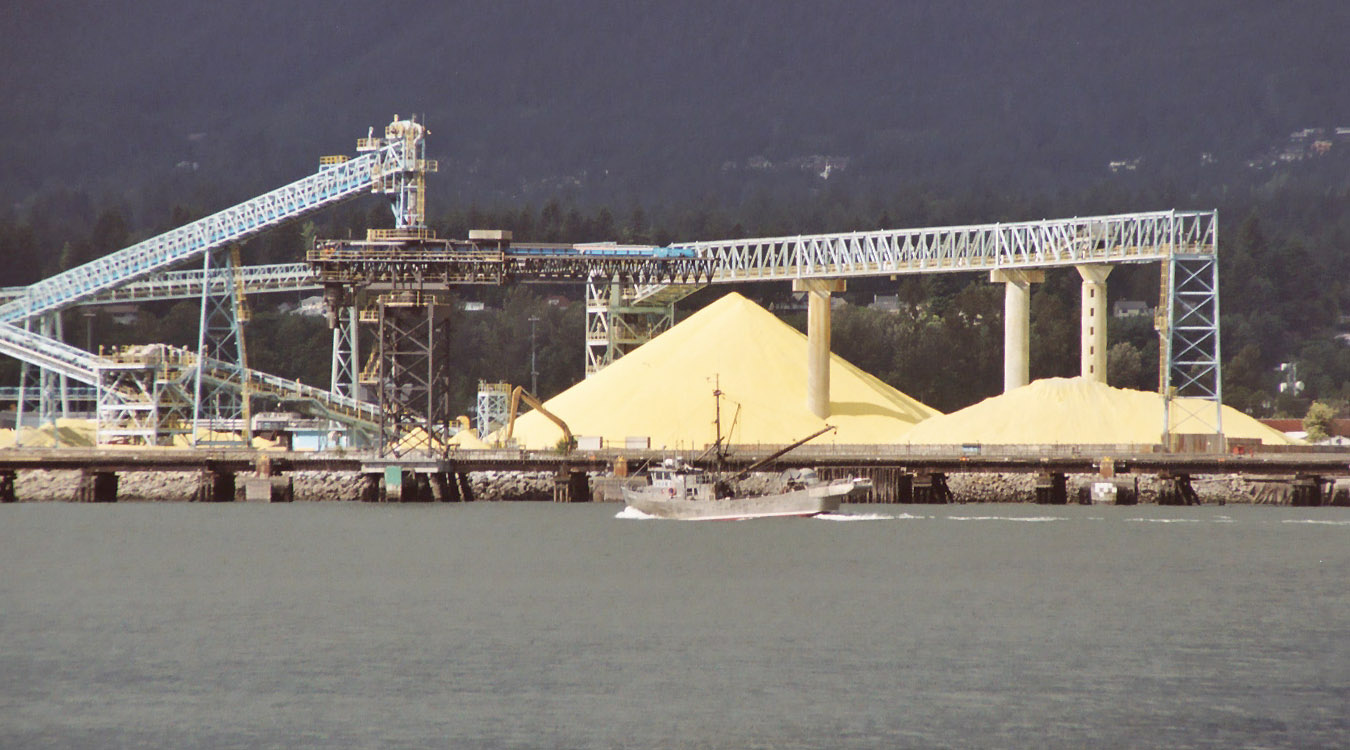
Le soufre est une matière première de nature minérale. Ici, des monticules de soufre attendent dans un port de commerce, prêts à être chargés à bord de navires vraquiers.

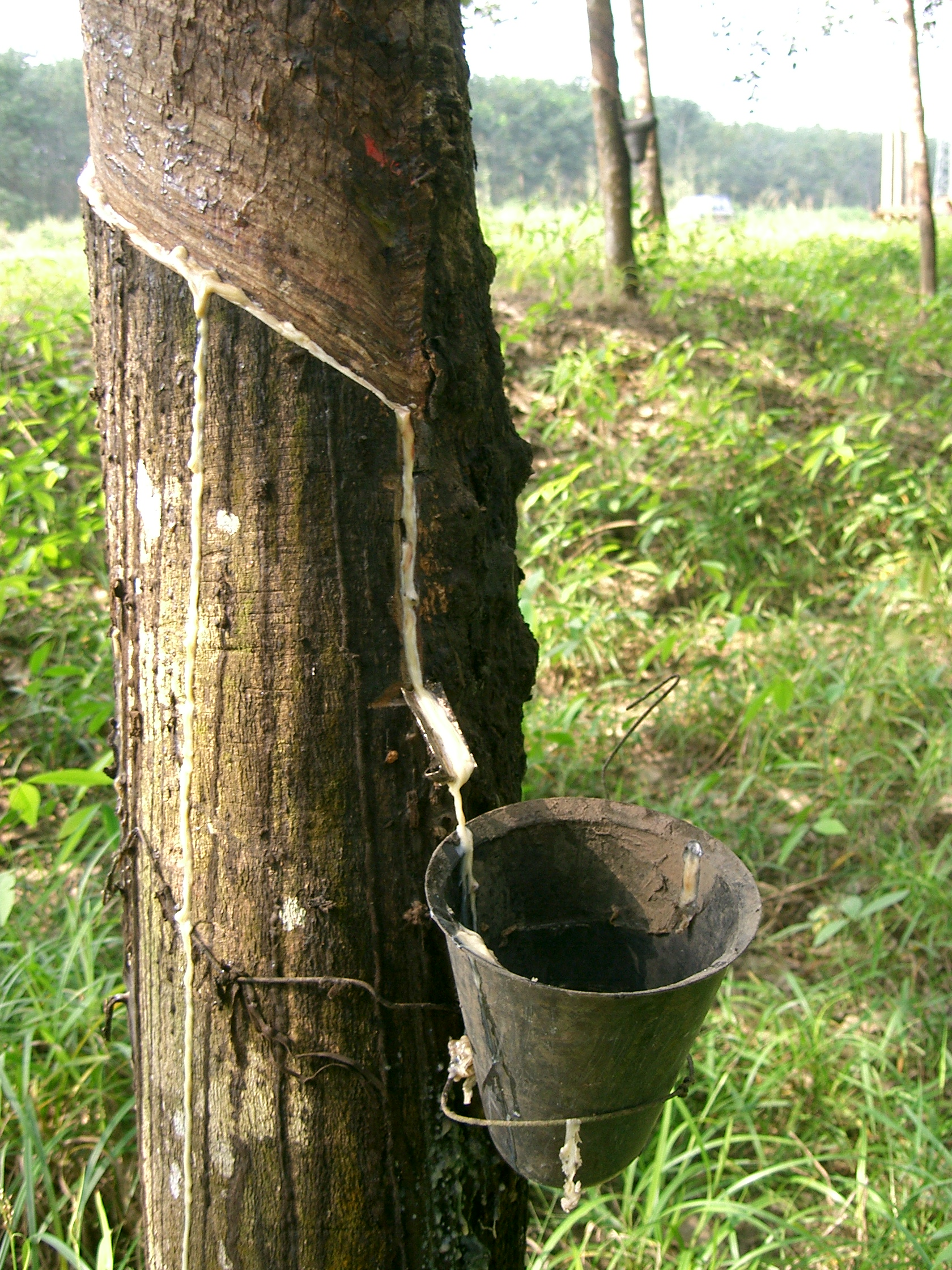
Le latex est une matière première de nature végétale. Ici, du latex est collecté à même sa source naturelle, l'arbre à caoutchouc.

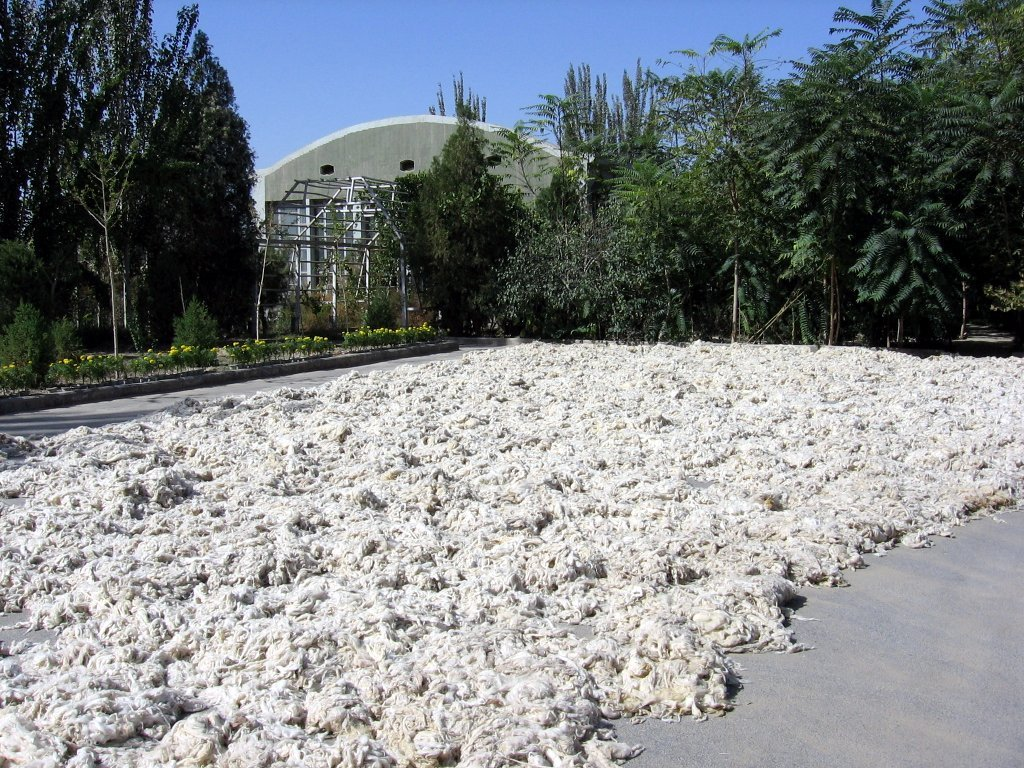
La laine est une matière première de nature animale. Ici, de la laine de mouton vient d'être tondue et attend d'être traitée et tissée dans une manufacture de tapis.

Une matière première est une matière à l'état brut (matière extraite de la nature : notion de ressource naturelle) ayant subi une première transformation sur le lieu d'exploitation pour la rendre propre à l'échange international, utilisée dans la transformation de matériels finis ou comme source d'énergie.
Pour les matières destinées à l'alimentation, on parle plutôt de produit agricole vivrier et de produit de la chasse et de la pêche.
L'Organisation des Nations unies utilise le terme global de « produit de base » défini officiellement par la charte de La Havane en 1948 comme « tout produit de l'agriculture, des forêts, de la pêche et tout minéral, que ce produit soit sous une forme naturelle ou qu'il ait subi la transformation qu'exige communément la vente en quantités importantes sur le marché international ».
Le monde anglo-saxon emploie parfois le terme de commodity, commodité qui s'attache moins que la notion de matière première à un stade de transformation mais à une situation de marché et englobe des biens immatériels tels que l'électricité (en tant que « fourniture »), des prestations de services.
Des exemples de matières premières sont : les produits agricoles (blé, riz, maïs…), les combustibles fossiles (charbon, pétrole, gaz naturel), les minerais et métaux, le sable (pour le bâtiment, le verre ou le silicium pour circuit intégré), la potasse, le caoutchouc, etc.
Les matières premières demandent, généralement, une première transformation (passer du minerai au métal, ou de la betterave - ou de la canne à sucre - au sucre, par exemple) et sont considérées comme des consommations intermédiaires dans les processus de transformation.
Les échanges de matières premières représentaient environ un tiers du volume du commerce mondial en 2011. Les matières premières peuvent être négociées de gré à gré, à travers des courtiers en ligne.

## Marchés des matières premières
Les marchés des matières premières sont généralement volatils, du fait des rapports offre/demande qui fluctuent, des situations météorologiques, géographiques ou géopolitiques qui influent sur leurs cours.
Certaines bourses mondiales (Londres, Chicago…) vont coter les principales matières premières (métaux au LME, céréales au CBOT…). Les autres sont soumis au marché de gré à gré. Il est de ce fait difficile d'obtenir des cours sur des matières premières où les marchés sont plus restreints.

## Matières premières stratégiques
Certaines matières premières « de base » sont dites stratégiques, car indispensables à l'agriculture, l'industrie, la défense, la médecine, l'informatique, la construction, la transition énergétique et écologique, etc.,. On trouve parmi elles des métaux et des terres rares, souvent précieux.
La croissance démographique et économique, ainsi que le besoin de réduire les émissions de gaz à effet de serre, de produire une énergie bas carbone et de pouvoir mieux stocker l'électricité impliquent une hausse de leur utilisation (et parfois des prix). L'extraction de ces ressources est parfois source de conflits géopolitiques, car mal partagées dans le monde, et de fortes consommations d’énergie. Outre une décroissance soutenable, les alternatives sont notamment le développement de technologies low-tech, de substitution et/ou bioinspirées, un meilleur recyclage, ainsi que l'exploitation des déchets et anciennes décharges (économie circulaire).
Ce secteur évolue très vite : lors du passage du XXe au début du XXIe siècle, la production des métaux de base double en 15 ans, avec des taux de croissance pouvant atteindre 10 % par an pour quelques métaux « technologiques ». L'un des enjeux de la transition énergétique est de rendre la consommation d'énergie la moins dépendante possible des matières rares et (éco-)toxiques, par exemple en favorisant le recyclage des matériaux précieux. L’accès aux ressources restera un enjeu géopolitique, social et environnemental.
Une étude menée en 2010 par deux ingénieurs français montre qu'il y a une tendance à la raréfaction des ressources en métaux. Les réserves, exprimées au niveau de production 2008, se situent pour la plupart des métaux entre 20 et 100 ans de production annuelle.
Le World Materials Forum (WMF), créé par Victoire de Margerie et Philippe Varin, a confié à des experts du Bureau de recherches géologiques et minières (BRGM), de CRU Group et de McKinsey la mise au point d'un outil d'évaluation de la criticité des matériaux pour l'industrie mondiale. Selon cette évaluation, les matériaux présentant un « risque très élevé » sont le cobalt, le tungstène et trois terres rares (praséodyme, néodyme et dysprosium), et ceux présentant une « haute probabilité de risque accru » sont le nickel, le cuivre et le zinc.

## Matières premières selon les régions

### Union européenne
La Commission européenne a lancé une initiative Matières Premières en 2008.
Elle se préoccupe notamment :
- des aspects internationaux[8] ;
- de l'approvisionnement durable dans l'Union européenne[9] ;
- du recyclage et de l'utilisation efficace des ressources[10] ;
- du partenariat d'innovation européen[11] ;
- des matières premières critiques[12].

Cette initiative recueille les faits et chiffres, et a organisé une consultation publique de juin à septembre 2010.

### Afrique
L'Afrique dispose de 30 % des réserves mondiales des matières premières minérales non énergétiques mais cette richesse a paradoxalement un impact souvent négatif sur la croissance des pays africains. Ce phénomène, appelé « syndrome hollandais » ou « maladie hollandaise » ou encore la « malédiction des matières premières » s'explique lorsque l'économie de ces pays repose essentiellement sur cette exportation et en raison de leur gouvernance. Un des exemples les plus flagrants est la République démocratique du Congo qualifiée de « scandale géologique » tant elle est riche en matières premières, minières notamment et que l'essentiel de la deuxième guerre du Congo s'est focalisée sur le contrôle de ces ressources naturelles.

## Histoire des matières premières
L'histoire des matières premières remonte à la préhistoire, les hommes apprenant alors à utiliser des métaux et les travailler, activité qui a laissé de nombreuses traces archéologiques et à cueillir des produits agricoles. L'Antiquité a permis le développement de ces activités, tout comme la révolution industrielle qui a fait ses débuts au XVIIIe siècle en Angleterre. L'âge d'or des matières premières sera le XXe siècle, grâce à l'accélération de la production industrielle puis à son extension aux cinq continents. Avec le temps et l'évolution de l'industrie, les matières premières sont devenues l'élément de base des industries de transformation.

## Conséquences environnementales de l'extraction des matières premières
Un rapport publié par l'OCDE en octobre 2018 prévoit que la consommation de matières premières pourrait atteindre 167 Gt (milliards de tonnes) en 2060, soit 45 kg par jour et par personne, contre 90 Gt en 2017 et conclut que cette hausse sera insoutenable : « Il est probable que l'accroissement prévu de l'extraction et du traitement de matières premières telles que la biomasse, les combustibles fossiles, les métaux et les minerais non métalliques aggrave la pollution de l'air, de l'eau et des sols et concoure notablement au changement climatique ». Les émissions de gaz à effet de serre liées à la gestion des matières premières grimperont de 28 à 50 Gt d'équivalent CO2.
La Banque mondiale a publié en juillet 2017 un rapport montrant que « la composition des technologies supposées alimenter le passage à une énergie propre - éolien, solaire, hydrogène et systèmes électriques - nécessite en fait significativement plus de ressources que les systèmes d'alimentation en énergie traditionnels ». La demande de métaux pourrait doubler avec le boom des technologies éoliennes et solaires, et le développement des batteries pour le stockage d'électricité pourrait entraîner un bond de 1.000 % de la demande de lithium, si le monde prend les mesures requises pour contenir l'élévation de la température nettement en dessous de 2 °C par rapport aux niveaux préindustriels.

## Indicateurs de suivi

### Consommation intérieure de matières
L'OCDE a défini la consommation intérieure de matières (domestic material consumption, DMC en anglais), comme étant la quantité totale de matières directement utilisées par une économie, c'est-à-dire la quantité annuelle de matières premières extraites du territoire national, plus toutes les matières physiques importées moins toutes les matières physiques exportées.
Les données se réfèrent aux métaux, aux minerais non métalliques (minerais pour la construction et l'industrie), la biomasse (bois, aliments) et les gisements d'énergies fossiles.

### Productivité matières
La productivité matières est le ratio rapportant le produit intérieur brut (PIB) à la consommation intérieure de matières (DMC, Domestic Material Consumption). Cet indicateur permet de mesurer la transition vers un système économique plus économe en ressources. Il fait partie des cibles relatives aux objectifs de développement durable 2030 définies par l’ONU.